# Байрёйтский фестиваль
Байрёйтский фестиваль (нем. Bayreuther Festspiele) — ежегодный летний фестиваль, на котором исполняются музыкальные драмы Рихарда Вагнера. Основан самим композитором. Проводится с 1876 года в баварском городе Байройте в специально построенном для этого театре. Старейший оперный фестиваль мира.
Художественный руководитель и директор фестиваля — режиссёр Катарина Вагнер, правнучка Рихарда Вагнера.

## До Второй мировой войны

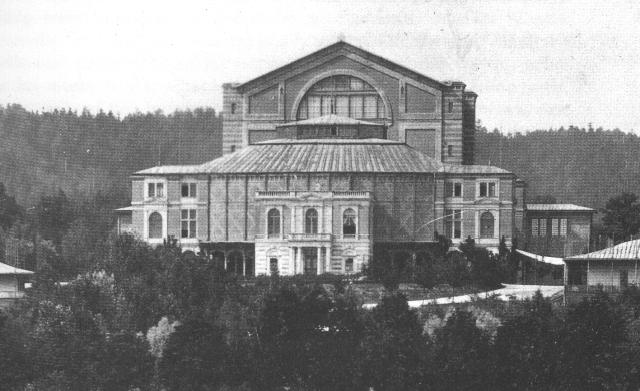
Фестивальный театр в 1882 году

Первый фестиваль открылся 13 августа 1876 года, на нём состоялась премьера полного цикла «Кольца нибелунга». Из-за финансового дефицита следующий фестиваль был проведён только в 1882 году, тогда на нём состоялась премьера «Парсифаля». До 1914 года и с 1924 по 1936 фестиваль проходил каждый год или один раз в два года. С 1936 года стал ежегодным. В годы с 1914 по 1923 и с 1945 по 1950 фестиваль не проводился.
После смерти Вагнера руководство фестивалем перешло к его жене Козиме, а с 1908 года предприятие возглавил их сын Зигфрид, ещё до этого участвовавший в фестивале в качестве дирижёра и режиссёра. Во время руководства он использовал новую сценическую технику и освещение, новаторские для того времени. После его смерти и до конца Второй мировой войны всем заведовала его вдова Винифред, художественным руководителем был Хайнц Титьен. 
Адольф Гитлер придавал большое пропагандистское значение Байрёйтскому фестивалю и дружил с Винифред Вагнер. В этот период из репертуара фестиваля был исключён «Парсифаль», исчезли «Тристан и Изольда», «Лоэнгрин», «Тангейзер». В 1943—1944 годах фестиваль представлял только «Нюрнбергских мейстерзингеров».

## «Новый Байрёйт»

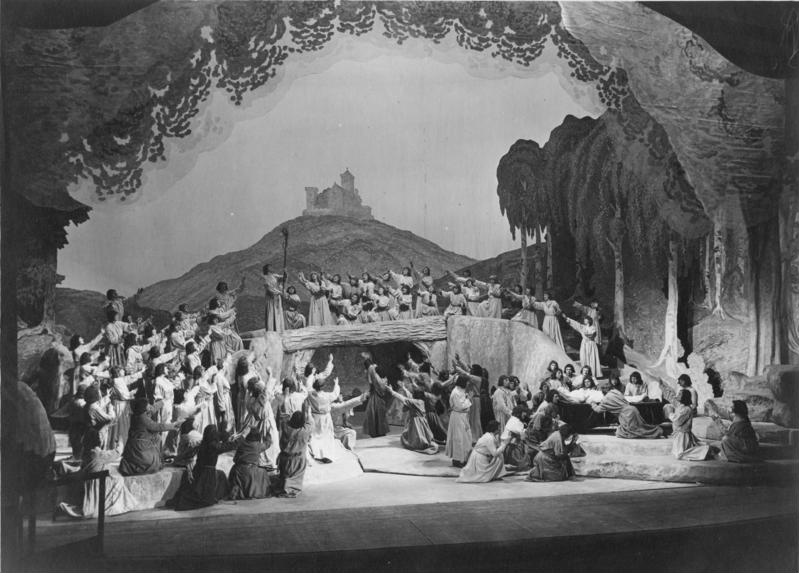
Сцена из оперы «Тангейзер», 1930 год

В 1951 году открылся первый послевоенный фестиваль. На открытии исполняли 9-ю симфонию Бетховена, дирижировал Вильгельм Фуртвенглер. С тех пор мероприятие проводится ежегодно (в отличие от довоенной практики). Руководителями фестиваля стали сыновья Зигфрида и Винифред Вагнеров Виланд и Вольфганг. Братья Вагнеры стремились избавить фестиваль от репутации пронационалистского и приверженного устоявшейся традиции. Для этого они стали приглашать исполнителей со всего мира (ранее зарубежными дирижёрами фестиваля были лишь А. Тосканини в 1930—1931 годах и В. де Сабата в 1939 году).
Особенно прославился своими постановками Виланд. Для его новаторского, тяготевшего к минимализму стиля со скупыми декорациями, скромными костюмами и минимумом сценического движения был характерен перенос акцента на внутренние переживания героев, что требовало участия в постановках первоклассных певцов-актёров. В это время здесь выступали ведущие вагнеровские певцы: Биргит Нильсон, Астрид Варнай, Марта Мёдль, Криста Людвиг, Вольфганг Виндгассен, Людвиг Зютхаус, Ханс Хоттер, Джордж Лондон, Густав Найдлингер, Йозеф Грайндль, Готлоб Фрик и другие.
После смерти Виланда Вагнера (1966 год) фестиваль единолично возглавляет его брат Вольфганг. С 1973 года руководство фестивалем осуществляет фонд Вагнера (нем. Richard-Wagner-Stiftung), но художественным руководителем до 2008 года остаётся Вольфганг Вагнер. В дальнейшем руководить фестивалем стали его дочери Катарина и Ева. Музыкальным руководителем Байройта назначен Кристиан Тилеман.
Среди постановок в Байрёйте особо выделяют приуроченное к столетнему юбилею фестиваля в 1976 году «Кольцо нибелунга» Патриса Шеро. Последние годы охарактеризовались стремлением к современной постмодернистской режиссуре. Так, в 2004 году для постановки «Парсифаля» был приглашён скандальный режиссёр Кристоф Шлингензиф, чья трактовка вызвала крайне неоднозначную реакцию публики.
Фестиваль 2020 года был отменён из-за пандемии коронавируса.

## Руководители фестиваля
- 1876—1882 — Рихард Вагнер
- 1883—1906 — Козима Вагнер
- 1908—1930 — Зигфрид Вагнер
- 1931—1944 — Винифред Вагнер

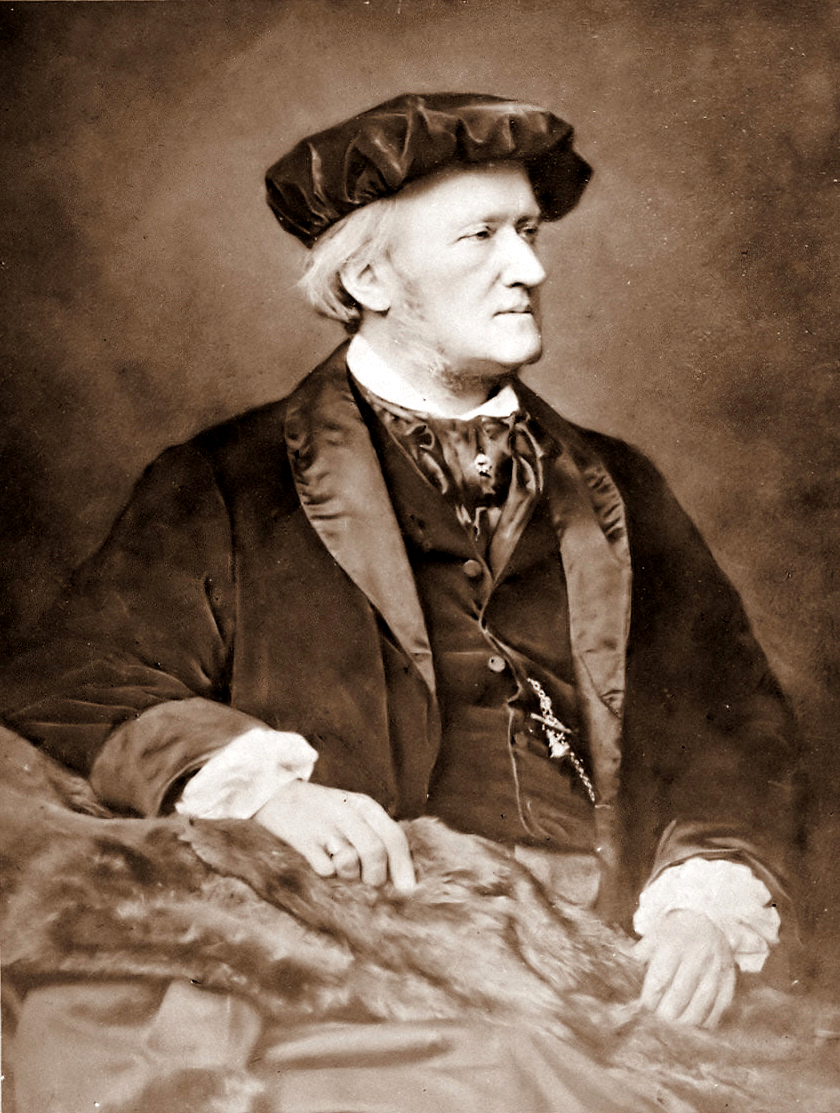
Рихард Вагнер

- 1951—1966 — Виланд Вагнер и Вольфганг Вагнер
- 1967—2008 — Вольфганг Вагнер
- 2008—2015 — Катарина Вагнер и Ева Вагнер-Паскье
- 2015—н. в. — Катарина Вагнер

## Дирижёры фестиваля

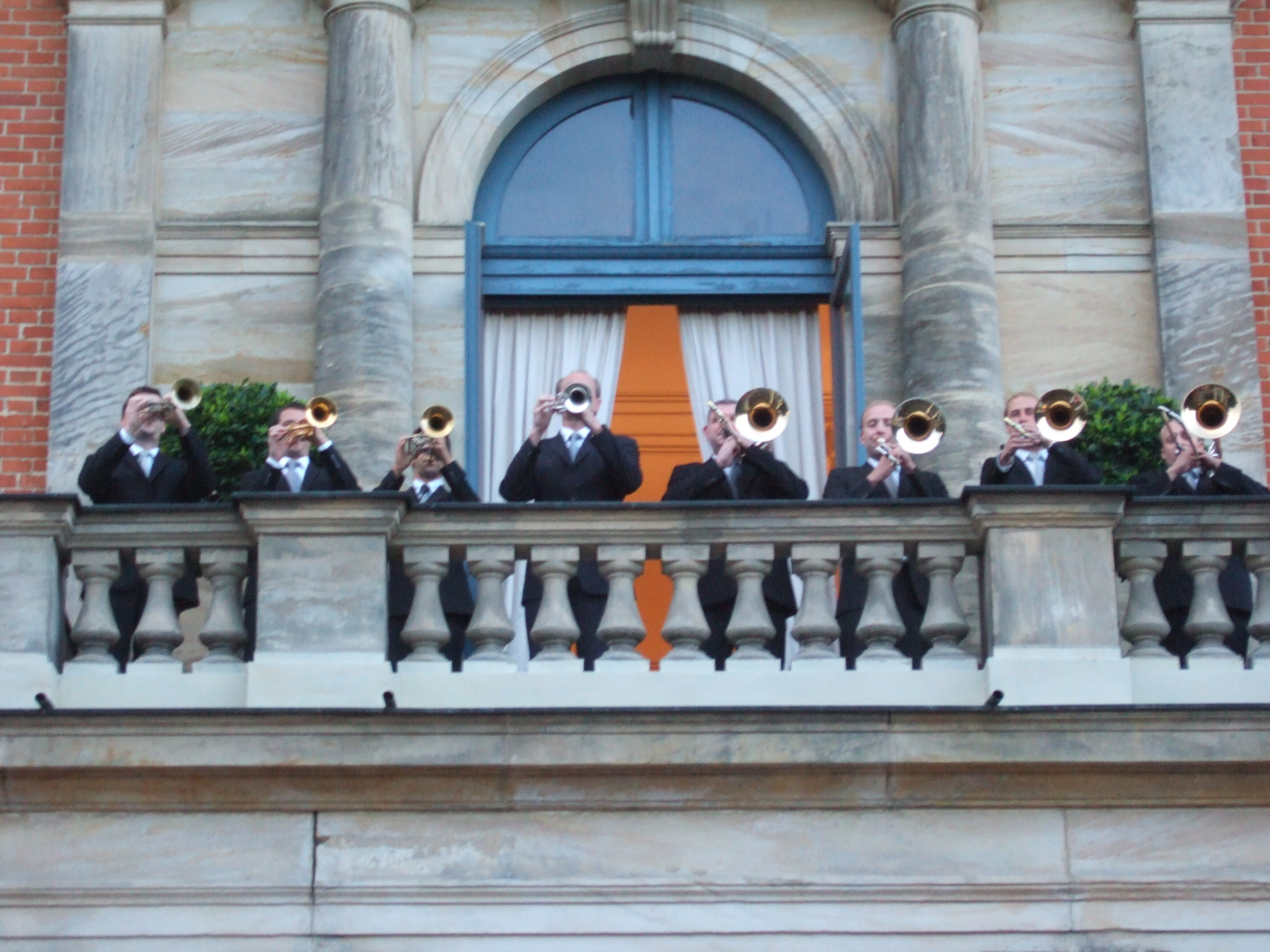
Трубачи, исполняющие музыкальный фрагмент из оперы «Летучий голландец», зовут зрителей в зал к началу представления

- Ханс Рихтер — 1876, 1888—1889, 1892, 1896—1897, 1899, 1901—1902, 1904, 1906, 1908, 1911—1912;
- Герман Леви — 1882—1884, 1886, 1889, 1891—1892, 1894;
- Франц Фишер — 1882—1884, 1899;
- Феликс Моттль — 1886, 1888, 1889, 1891, 1892, 1894, 1896—1897, 1901—1902, 1906;
- Рихард Штраус — 1894, 1933—1934;
- Зигфрид Вагнер — 1896—1897, 1899, 1901—1902, 1904, 1906, 1908—1909, 1911—1912, 1914, 1928;
- Антон Зайдль — 1897;
- Карл Мук — 1901—1902, 1904, 1906, 1908—1909, 1911—1912, 1914, 1924—1925, 1927—1928, 1930;
- Михаэль Баллинг — 1904, 1906, 1908—1909, 1911—1912, 1914, 1924—1925;
- Франц Байдлер — 1904, 1906;
- Фриц Буш — 1924;
- Виллибальд Келер — 1924—1925;
- Карл Эльмендорф — 1927—1928, 1930—1931, 1933—1934, 1938—1942;
- Франц фон Хёсслин — 1927—1928, 1934, 1938—1940;
- Артуро Тосканини — 1930—1931;
- Вильгельм Фуртвенглер — 1931, 1936—1937, 1943—1944, 1951, 1954;
- Хайнц Титьен — 1933—1934, 1936—1939, 1941, 1959;
- Виктор де Сабата — 1939;
- Рихард Краус — 1942;
- Герман Абендрот — 1943—1944;
- Ханс Кнаппертсбуш — 1951—1952, 1954—1964;
- Герберт фон Караян — 1951—1952;
- Йозеф Кайлберт — 1952—1956;
- Пауль Хиндемит — 1953;
- Ойген Йохум — 1953—1954, 1971—1973;
- Клеменс Краусс — 1953;
- Андре Клюитанс — 1955—1958, 1965;
- Вольфганг Заваллиш — 1957—1962;
- Эрих Ляйнсдорф — 1959, 1972;
- Ловро фон Матачич — 1959;
- Рудольф Кемпе — 1960—1963, 1967;
- Фердинанд Ляйтнер — 1960;
- Лорин Маазель — 1960, 1968—1969;
- Йозеф Крипс — 1961;
- Карл Бём — 1962—71, 1976;
- Томас Шипперс — 1963;
- Роберт Хегер — 1964;
- Берислав Клобучар — 1964, 1967—1969;
- Отмар Суитнер — 1964—1967;
- Пьер Булез — 1966—1968, 1970, 1976—1980, 2004—2005;
- Карл Меллес — 1966;
- Альберто Эреде — 1968;
- Хорст Штайн — 1969—1984, 1986;

- Сильвио Варвизо — 1969—1974;
- Ханс Валлат — 1970—1971;
- Генрих Холльрайзер — 1973—1975;
- Карлос Кляйбер — 1974—1976;
- Ганс Цендер — 1975;
- Колин Дэвис — 1977—1978;
- Деннис Рассел Дэйвис — 1978—1980;
- Эдо де Ваарт — 1979;
- Даниэль Баренбойм — 1981—1983, 1986—1999;
- Марк Элдер — 1981;
- Вольдемар Нельсон — 1981—1982, 1984—1985;
- Петер Шнайдер — 1981—1982, 1984—1991, 1993—1994, 1998—1999, 2005—2006, 2008—2009, 2011—2012;
- Джеймс Левайн — 1982—1985, 1988—1998;
- Сэр Джордж Шолти — 1983;
- Джузеппе Синополи — 1985—1987, 1989—2000;
- Михаэль Шёнвандт — 1987—1988;
- Дональд Ранниклс — 1992—1993, 1995;
- Антонио Паппано — 1999—2001;
- Кристоф Эшенбах — 2000;
- Кристиан Тилеман — 2000—2006, 2012—?;
- Адам Фишер — 2001—2004, 2006—2007;
- Сэр Эндрю Дэвис — 2002—2003;
- Марк Альбрехт — 2003—2006;
- Эиджи Оуэ — 2005;
- Себастьян Вайгле — 2007—2011;
- Даниэле Гатти — 2008—2011;
- Филипп Джордан — 2012, 2017—?;
- Андрис Нелсонс — 2010—2015;
- Томас Хенгельброк — 2011;
- Аксель Кобер — 2013—2022;
- Кирилл Петренко — 2013—2015;
- Марек Яновски — 2016—2017;
- Хартмут Хенхен — 2016—2017;
- Семён Бычков — 2018;
- Пласидо Доминго — 2018;
- Оксана Лынив — 2021—2022;
- Пиетари Инкинен — 2022